# Gramoz Pashko
Gramoz Pashko, född den 11 februari 1955 i Tirana i Albanien, död den 16 juli 2006 (i flygolycka) i Adriatiska havet, var en albansk politiker och ekonom samt, år 1990, en av grundarna av Albaniens demokratiska parti (PDsh).